# Массауа (аэропорт)

Международный аэропорт Массауа (ИАТА: MSW, ИКАО: HHMS) — аэропорт города Массауа в провинции Сэмиэн-Кэй-Бахри Эритреи. Аэропорт Массауа, располагающий единственной бетонной взлётно-посадочной полосой, принимал самолёты местных государственных деятелей и иностранных глав государств, включая президента Йемена.
Осенью 2010 года начались регулярные коммерческие рейсы авиакомпании Nasair в города Джидда, Дубай, Доха, Хартум и Найроби.